# Eskymologie
Eskymologie (neboli Inuitologie) je komplex humanitních a přírodních věd studujících jazyky, historii, literaturu, folklór, kulturu a etnologii mluvčích eskymácko-aleutských jazyků a Inuitů, Yupiků a Aleutů (nebo Unangamů), někdy souhrnně nazývaných Eskymáci, v historickém a srovnávacím kontextu. Patří sem etnické skupiny od poloostrova Čukotka na nejvýchodnějším cípu Sibiře v Rusku, přes Aljašku ve Spojených státech, kanadský inuitský Nunangat včetně oblasti osídlení Inuvialuit, Nunavut Nunavik a Nunatsiavut, přes NunatuKavut (nikoli však oblast Zálivu svatého Vavřince) až po dánské Grónsko. Původně byl eskymolog nebo inuitolog především lingvista nebo filolog, který zkoumá eskymácké nebo inuitské jazyky.

## Historie

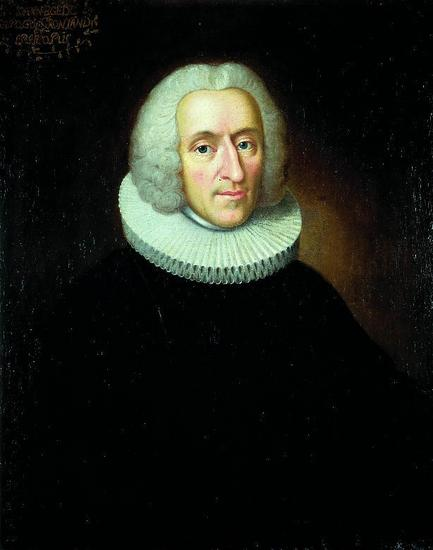
Hans Egede, dánsko-norský luteránský misionář se v roce 1721 vydal do Grónska

### Prvopočátky disciplíny
Eskymologie má svůj počátek v průkopnické práci Hanse Egedeho (1745) a Davida Crantze (1767) v Grónsku. Eskymologie se tradičně zaměřuje zejména na studium Grónska, což je dáno dlouholetými vztahy mezi Dánskem a Grónskem navázanými na počátku 18. století. Mezi další významné „otce zakladatele“ vědecké disciplíny patří Hinrich Johannes Rink, který byl dlouhá léta inspektorem v Grónsku, Samuel Kleinschmidt, který hraje nepřekonatelnou roli ve studiu grónštiny, a později Gustav Frederik Holm, Knud Rasmussen, Therkel Mathiassen a Kaj Birket-Smith, kteří se všichni čtyři proslavili jako polární badatelé a etnologové. Etnologie obecně hrála ve výzkumu Grónska zpočátku největší roli a Det Kongelige Etnografiske Museum v Kodani se na něm podílelo od samého počátku.

### Výuka na Kodaňské univerzitě
Dne 1. července 1920 byla na Kodaňské univerzitě zahájena výuka grónského jazyka a kultury (Grønlandsk sprog og kultur). Prvním přednášejícím byl dánský grónský badatel William Thalbitzer. Předmět byl založen méně etnologicky než filologicky. Později katedru převzal lingvista a etnolog Erik Holtved. Thalbitzer se zaměřil na Tunumiit, Holtved na Inughuit. V roce 1967 byl na univerzitě založen samostatný Eskymologický ústav. Od té doby se obor nazývá Eskimologi og Arktiske studier (Eskymologie a arktická studia) a zaměřuje se na lingvistiku a kulturní studia v Grónsku, ale zahrnuje také témata z oblasti geografie, náboženských dějin, historie, mytologie, etnografie a literární vědy a zahrnuje také oblast eskymáckých národů v Kanadě, na Aljašce a na Sibiři. Velkou část studia tvoří výuka a doprovodná jazyková výuka západogrónštiny. Zpočátku se grónština vyučovala také na univerzitě v Aarhusu a diskutovalo se o tom, zda se má kurz nabízet v hlavním městě Kodani, nebo v Aarhusu na největší univerzitě v zemi. Grónsko zároveň požádalo, zda by se tam institut mohl přestěhovat, ale Kodaň to odmítla, protože je obtížné přestěhovat institut dánské univerzity do jiné země. To vedlo v roce 1981 k rozhodnutí zřídit institut v samotném Grónsku, což bylo realizováno v roce 1983 Inuitským institutem, z něhož v roce 1987 vznikla Grónská univerzita (Ilisimatusarfik). Prvním rektorem univerzity se stal eskymolog Robert Petersen.
Termín eskymologie" nebyl běžný až do roku 1967, kdy byla založena skutečná katedra a oficiálně pojmenována Katedra eskymologie na Kodaňské univerzitě. Od konce 60. let 20. století se eskymologie stále více zaměřovala na současné a globální politické otázky.
V roce 2004 došlo ke sloučení pěti institutů Kodaňské univerzity, takže od té doby se eskymologie vyučuje v rámci Institutu pro mezikulturní a regionální studia (Institut for Tværkulturelle og Regionale Studier).

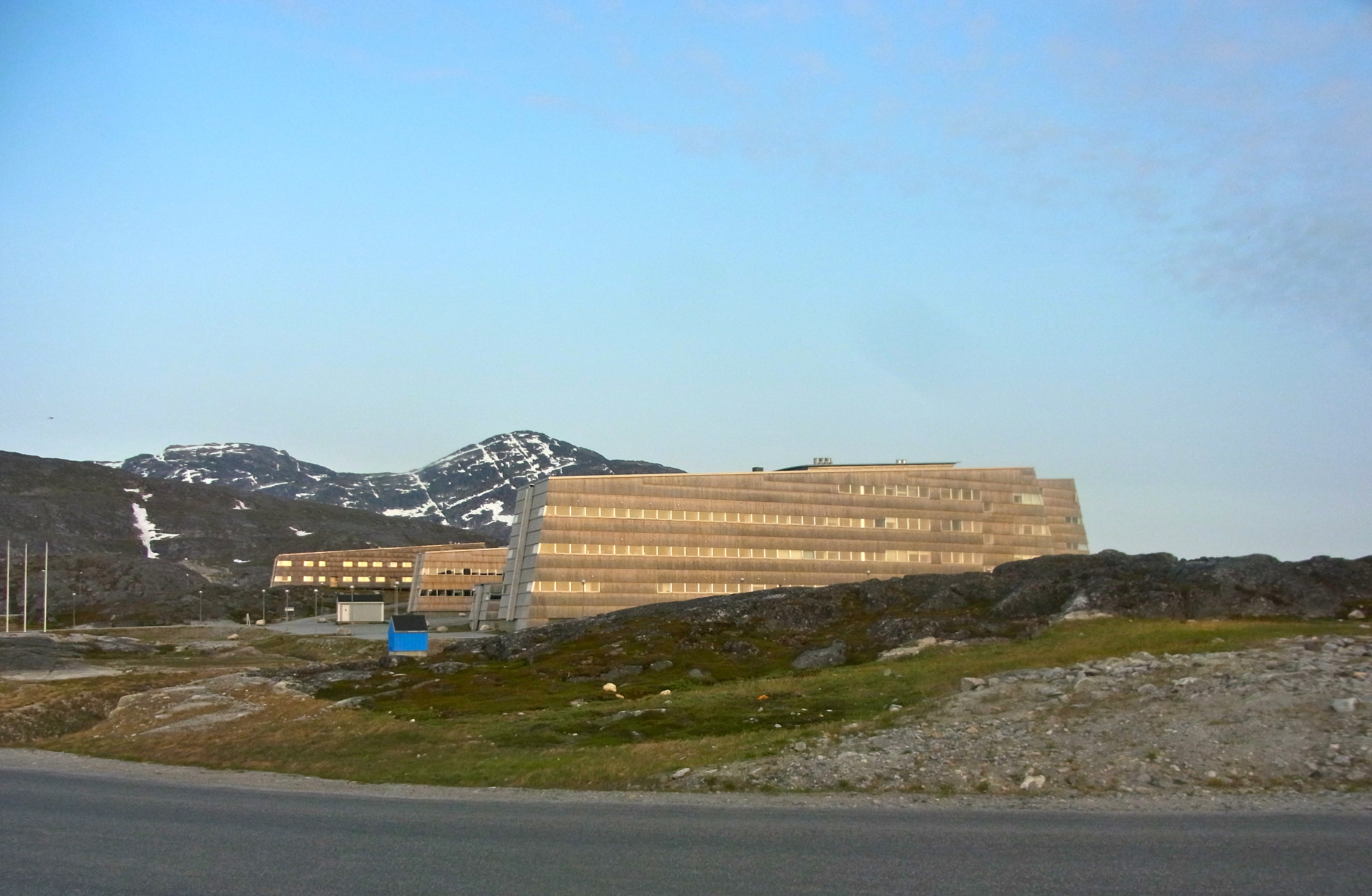
Grónská univerzita v Nuuku

### Krize Eskymologie
V roce 2014 se univerzita rozhodla z finančních důvodů přerušit 13 předmětů, včetně eskymologie, což vedlo k silným protestům, zejména z Grónska. Nicméně v lednu 2016 bylo rozhodnuto o pozastavení všech předmětů na jeden rok, takže nemohli být přijati žádní noví studenti. Předpokládalo se také, že v předmětech se nebude pokračovat ani poté. Na základě protestů se také obnovila myšlenka pokračovat ve studiu eskymologie, která se v Grónsku dříve nenabízela, na tamní univerzitě. Po protestech grónských a dánských politiků bylo v dubnu téhož roku oznámeno, že budou obnoveny čtyři předměty, vedle starověké řečtiny, indiánských jazyků a kultur a moderních indiánských a jihovýchodoasijských studií také eskymologie. Nicméně eskymologie je velmi malý obor, na který bylo v roce 2018 podáno pouze šest přihlášek ke studiu.

## Eskymologie v Česku
V Česku není výuka eskymologie na žádné z univerzit. Neexistují ani materiály v češtině. Jedním z předních propagátorů eskymologie je Zdeněk Lyčka.

## Významní eskymologové a eskymoložky
- William Thalbitzer (1873–1958)
- Erik Holtved (1899–1981)
- Svend Frederiksen (1906–1967)
- Robert Petersen (1928–2021)
- Inge Kleivan (*1931)
- Ljudmila Ainana (1934–2021)
- Carl Christian Olsen (*1943)
- Bent Nielsen (*1956)
- Peter Andreas Toft (*1972)